# P-Kresidin
p-Kresidin oder 2-Methoxy-5-methylanilin ist eine chemische Verbindung aus der Gruppe der Kresidine und Anisidinderivate.

## Gewinnung und Darstellung
p-Kresidin kann durch katalytische Hydrierung von 1-Methoxy-4-methyl-2-nitrobenzol diskontinuierlich hergestellt werden.

## Verwendung
p-Kresidin wird als Zwischenprodukt bei der Herstellung von Farbstoffen (als Kupplungskomponente für Azofarbstoffe) und Pigmenten verwendet.
Die Substanz darf nach reduktiver Spaltung von Azogruppen nicht von Textilien oder Ledererzeugnissen, die längere Zeit mit der menschlichen Haut direkt in Berührung kommen, freigesetzt werden (Anlage 1 der Bedarfsgegenständeverordnung).

## Sicherheitshinweise
p-Kresidin ist als krebserzeugend Kategorie 1B eingestuft.